# تیره‌راسوهای آمریکای شمالی
تیره‌راسوهای آمریکای شمالی (نام علمی: Neovison) نام یک سرده از زیرخانواده راسوئیان است.